# Бийская епархия
Би́йская епа́рхия — епархия Русской Православной Церкви, объединяющая приходы в восточной части Алтайского края (в границах Бийского, Зонального, Красногорского, Солтонского, Алтайского, Быстроистокского, Петропавловского, Троицкого, Ельцовского, Целинного, Смоленского, Советского и Солонешенского районов). Входит в состав Алтайской митрополии.

## История
2 января 1880 года Святейшим Синодом по ходатайству Томского епископа Петра (Екатериновского) для Алтайской духовной миссии было учреждено Бийское викариатство Томской епархии. 7 февраля того же года на Бийскую кафедру был назначен начальник Алтайской миссии архимандрит Владимир (Петров), 16 марта в Томске хиротонисанный в первого епископа Бийского.
В 1883 году епископ Владимир перенёс резиденцию начальника миссии из центрального стана в селе Улала (ныне город Горно-Алтайск) в Бийск, где был создан миссионерский центр, включавший в себя Бийское миссионерское катехизаторское училище (с 27 марта 1890 в статусе духовной семинарии), архив и библиотеку миссии. Наследником епископа Владимира стал Макарий (Невский).
Кроме 3 миссионерских благочиний, охватывавших к 1917 году 30 отделений Алтайской духовной миссии, епископам Бийским подчинялось несколько благочиний Томской епархии вокруг Бийска и три миссионерских монастыря.
В 1919 году Бийское викариатство было преобразовано в епархию, а викарный епископ Бийский Иннокентий (Соколов) стал самостоятельным архиереем.
После ареста в 1922 году архиепископ Иннокентий на кафедру вернуться уже не смог, однако он продолжал управлять епархией. Вновь назначенный епископ Никиты (Прибыткова) некоторое время именовался «викарием Бийским, Рубцовским, Ойротским и Барнаульским архиепископа Алтайского Иннокентия». Затем Бийская кафедра была снова викариатством — Томским или Алтайским, — после чего снова была объявлена самостоятельной.
В 1932—1937 годах Бийской кафедрой временно управляли Барнаульские епископы, после чего эти кафедры не замещались. В 1943 году территория бывшей Бийской епархии вошла в состав Новосибирской.
Бийская кафедра возрождена в 1949 году как викариатство Новосибирской епархии. В обязанности Бийского епископа входила помощь в управлении обширнейшей Новосибирской епархией, охватывавшей в то время территорию 5 краёв и областей. После 1957 года кафедра не замещалась.
5 мая 2015 года восстановлена решением Священного синода, как самостоятельная будучи выделена из состава Барнаульской епархии в пределах Бийского, Зонального, Красногорского, Солтонского, Алтайского, Быстроистокского, Петропавловского, Троицкого, Ельцовского, Целинного, Смоленского, Советского, Солонешенского районов Алтайского края. Одновременно включена в состав Алтайской митрополии.
16 мая 2015 года Святейший Патриарх Московский и всея Руси Кирилл возглавил чин наречения архимандрита Серапиона (Дуная), клирика Новороссийской епархии, во епископа Бийского и Белокурихинского.
Хиротонисан 28 июня за Божественной литургией в Патриаршем Успенском соборе Московского Кремля. Богослужения возглавил Святейший Патриарх Московский и всея Руси Кирилл.
28 декабря 2018 года решением Священного Синода Русской Православной Церкви епископ Бийский и Белокурихинский Серапион (Дунай) назначен викарием Барнаульской епархии с титулом Заринский. Временным управляющим епархией назначен митрополит Барнаульский и Алтайский Сергий.
26 февраля 2019 года решением Священного Синода епископом Бийским и Белокурихинским определено быть епископу Тарусскому Серафиму, викарию Калужской епархии.
7 февраля 2020 года на Епархиальном совете, который возглавил Преосвященнейший Серафим, епископ Бийский и Белокурихинский, было принято решение о создании монашеской общины в честь преподобного Макария Алтайского при храме Покрова Божией Матери. Общину возглавил иеромонах Макарий (Михалёв).

## Епископы
Бийское викариатство Томской епархии
- Владимир (Петров) (16 марта 1880 — 6 августа 1883)
- Макарий (Невский) (12 февраля 1884 — 26 мая 1891)
- Владимир (Сеньковский) (18 августа 1891 — 12 июня 1893)
- Мефодий (Герасимов) (2 июня 1894 — 24 декабря 1898)
- Сергий (Петров) (12 февраля 1899 — 20 января 1901)
- Макарий (Павлов) (18 марта 1901 — 17 января 1905)
- Иннокентий (Соколов) (3 апреля 1905 — 1919)

Бийская епархия
- Иннокентий (Соколов) (1919—1927)
- Никита (Прибытков) (1927 — 17 января 1931), в 1924—1927 — управляющий делами Бийской епархии
- Герман (Коккель) (сентябрь 1931 — 2 октября 1932) в/у, епископ Барнаульский
- Тарасий (Ливанов) (октября 1932 — 31 января 1933) в/у, епископ Барнаульский
- Иаков (Маскаев) (4 апреля 1933 — 29 января 1937) в/у, архиепископ Барнаульский
- Григорий (Козырев) (29 января — 27 июля 1937) в/у, епископ Барнаульский

Бийское викариатство Новосибирской епархии
- Никандр (Вольянников) (27 февраля 1949 — 31 июля 1952)
- Донат (Щёголев) (14 июня 1956 — 14 марта 1957)

Бийская и Белокурихинская епархия
- Серапион (Дунай) (28 июня 2015 — 28 декабря 2018)
- Сергий (Иванников) (28 декабря 2018 — 26 февраля 2019) в/у, митрополит Барнаульский и Алтайский
- Серафим (Савостьянов) (с 26 февраля 2019)

## Обновленческие епископы
С 1922 по 1935 год в Бийске существовала обновленческая кафедра со своим епископатом:
- Иоанн (Завадовский) (5 ноября 1922 — 10 мая 1923)
  - Макарий (Торопов) (декабрь 1922 — 21 июля 1923), в/у, епископ Змеевский, викарий Алтайской епархии
- Василий (Смелов) (6 января 1923 — 20 мая 1923)
- Иоанн (Завадовский) (5 июля 1923 — 14 ноября 1923)
- Серапион (Сперанцев) (2 августа 1923 — июль 1924)
  - Геронтий (Шевлягин) (1924 — 24 января 1925) в/у, бывший епископ Каинский
- Александр (Авдентов) (28 ноября 1924 — 23 июня 1925)
- Василий (Лысенко) (23 июня 1925 — 1926)
- Владимир (Злобин) (1926—1928)
- Иоанн (Житов) (11 декабря 1928 — упом. 19 июля 1929)
- Владимир (Злобин) (1930—1933)
- Максим (Светич) (июль 1935 — 25 ноября 1935)

## Благочиния
Епархия разделена на 11 церковных округов:
- Благочиние города Бийска
- Алтайское благочиние
- Белокурихинское благочиние (город Белокуриха и Солонешенский район)
- Бийское благочиние (Бийский и Солтонский районы)
- Ельцовское благочиние (Ельцовский и Целинный районы)
- Зональное благочиние
- Красногорское благочиние
- Смоленское благочиние
- Советское благочиние
- Петропавловское благочиние (Петропавловский и Быстроистокский районы)
- Троицкое благочиние (отсутствует в списке на сайте Патриархии[10])